# يو هاي-جين
يو هاي-جين هو ممثل كوري جنوبي ولد في 4 يناير 1970.

## اعمال

### أفلام
- إكسهوما (2024)